# Malson abans de Nadal
Malson abans de Nadal (títol original en anglès: The Nightmare Before Christmas) és una pel·lícula musical animada de 1993, dirigida per Henry Selick i produïda per Tim Burton, mentre que la banda sonora és de Danny Elfman. La història, sobre els habitants del poble Halloween, està inspirada en un poema escrit pel mateix Burton. La pel·lícula va estar nominada a l'Oscar als millors efectes visuals. Va ser doblada al català.
El moviment dels personatges està fet amb la tècnica stop-motion, que també ha estat utilitzada en altres pel·lícules com Chicken Run: Evasió a la granja o La núvia cadàver. És considerada una de les millors creacions utilitzant aquesta tècnica.

## Argument
El malson abans de Nadal succeeix en un món de ficció on les celebracions són creades i organitzades pels habitants dels diferents pobles. Així hi ha el poble Halloween, el poble Nadal, el poble Pasqua, etc.
La història és la de Jack Skellington, el "rei carbassa" del poble Hallowen on es prepara cada any la celebració del Halloween per al món mortal. Jack està cansat d'haver de preparar cada any la mateixa festivitat i desitja trobar alguna cosa més. L'oportunitat se li presenta per casualitat quan descobreix el poble Nadal i la seva festivitat.
Jack queda enamorat de Nadal i pretén fer-lo seu. És així que convenç als habitants del poble Halloween per preparar Nadal, però com que no hi estan acostumats, fabriquen una sèrie de joguets monstruosos que en lloc de divertir els nens els espanta.
Sally, una admiradora de Jack, té una premonició i intenta dissuadir-lo inútilment dels seus plans que consisteixen a segrestar el Pare Noel (deixant-lo en mans del misteriós Oogie Boogie, una mena d'home del sac) per a reemplaçar-lo la nit del 25 de Desembre. És així que la nit de Nadal en Jack horroritza el món amb la seva versió de la festa fins que, finalment, el seu trineu és abatut per l'exèrcit americà. Aquesta treva li dona temps per reflexionar, adonar-se del seu error i alliberar a Santa Claus, just a temps per a arreglar la nit.

## Repartiment
| Personatge       | Veu en anglès                                   | Veu en català        |
| ---------------- | ----------------------------------------------- | -------------------- |
| Jack Skellington | Chris Sarandon (parlant) Danny Elfman (cançons) | José Posada          |
| Sally            | Catherine O'Hara                                | Berta Cortés         |
| Dr. Flinkenstein | William Hickey                                  | Domènech Farell      |
| Batlle           | Glenn Shadix                                    | Ramon Puig           |
| Nyek             | Paul Reubens                                    | Aurora García        |
| Pols             | Catherine O'Hara                                | Teresa Soler         |
| Puça             | Danny Elfman                                    | Mònica Padrós        |
| Home del Sac     | Ken Page                                        | Enric Serra Frediani |